# Irene Sabatini
Irene Sabatini, född 1967 i sydvästra Zimbabwe, är en zimbabwisk-schweizisk författare.
Hon växte upp i Bulawayo, landets näst största stad. Där finns ett stort bibliotek och det var där Irene tillbringade all tid hon kunde. En litterär allätare. Men det var först efter universitetsstudierna i Harare och under sina fyra år som lärare i Colombia som hon själv började skriva.
Efter Bogotá blev det Karibien, sedan tillbaka till Harare, där hon arbetade som redaktör. Nu bor hon i Genève och ägnar sig på heltid åt sitt skrivande. 
Hennes debutroman, The Boy Next Door, kom ut 2009. Den berättar om kärlek över rasgränserna och skildrar Bulawayo på 80-talet, under den orostid som följde strax efter självständigheten. Den är nominerad till den brittiska utmärkelsen The Orange Award for New Writers och har sålts till Tyskland, Holland, Norge och Sverige. I augusti 2010 kom Pojken på andra sidan ut. För översättningen står Inger Johansson.